# Endiandra deomalica
Endiandra deomalica là loài thực vật có hoa trong họ Nguyệt quế. Loài này được (Bennet & Chandra) Kosterm. miêu tả khoa học đầu tiên năm 1988.